# 路志强
路志强（1957年7月—），陕西洋县人，汉族，中华人民共和国政治人物、第十二届全国人民代表大会甘肃地区代表。
毕业于西北大学高级工商管理专业。加入中国共产党。2013年，担任全国人大代表。